# Jakub Antoni Mikucki
Jakub Antoni Mikucki herbu Ślepowron – podwojewodzi wiski, łowczy i pisarz grodzki sochaczewski w 1746 roku.
Jako deputat podpisał pacta conventa Stanisława Leszczyńskiego w 1733 roku.